# Paico (distrito)
Paico é um distrito do Peru, departamento de Ayacucho, localizada na província de Sucre.

## Transporte
O distrito de Paico é servido pela seguinte rodovia:
- AY-105, que liga a cidade de San Pedro de Larcay ao distrito de Querobamba [1][2][3]